# S-Bahn Salzburg
S-Bahn Salzburg er en nærbane i og omkring byen Salzburg i delstaten af samme navn i Østrig. S-banen blev påbegyndt i 2004 og er under udbygning frem til 2010. Den består (pr. august 2008) af fire linjer og har en samlet længde på 93 km med i alt 51 stationer. S-banen betjener stationer i såvel Tyskland som Østrig. Hele S-banenettet er integreret i takstsystemet fra Salzburger Verkehrsverbund (SVV)

## Strækninger
De fire S-banelinjer drives i samarbejde mellem Salzburger Lokalbahnen (SLB) og Österreichische Bundesbahnen (ÖBB).
| S1  | Salzburg Hauptbahnhof–Bergheim–Anthering–Oberndorf–Bürmoos–Lamprechtshausen                                                              | SLB |
| S11 | Salzburg Hauptbahnhof–Bergheim–Anthering–Oberndorf–Bürmoos–Ostermiething                                                                 | SLB |
| S2  | Salzburg Hauptbahnhof–Hallwang–Eugendorf–Seekirchen–Neumarkt-Köstendorf–Straßwalchen (–Attnang-Puchheim)                                 | ÖBB |
| S3  | Berchtesgaden–Freilassing–Salzburg Taxham Europark–Salzburg Hauptbahnhof–Hallein–Golling–Bischofshofen–Schwarzach/St. Veit (–Saalfelden) | ÖBB |

Indtil videre ender linje  S2  på Salzburg Hauptbahnhof, da den vestlige forgrening (Salzburg-Freilassing) ikke er udbygget fuldstændig til S-banedrift. For at opretholde 15-minutters takt skal strækningen udbygges til tresporet. Byggearbejderne hertil er påbegyndt i foråret 2005, hvor jernbanebroen over Salzach skal nybygges.
Den første station på vestforgreningen (Salzburg Taxheim) blev åbnet i 2006. Stationen er vigtig, fordi den betjener vestøstrigs største indkøbscenter Europark samt EM-stadion Salzburg samt beboelsesområderne i den nye bydel Taxheim.  S3  kører indtil videre én gang i timen på denne strækning.
I efteråret 2005 påbegyndtes også bygningen af stationerne Salzburg Mülln og Salzburg Aiglhof, hvorved Salzburg tættest befolkede områder bliver S-togsbetjent.

## Køreplan
På linjerne  S1 ,  S2  og  S3  køres i 30-minutters takt, mens der på linje  S11 , der er en perifær afgrening af linje  S1 , køres i timetakt.
Koordinationen mellem linjerne på Salzburg Hauptbahnhof er ikke afstemt til hinanden, hvilket kan give ventetider på helt op til 20 minutter på skift mellem linjerne. Mellem stationerne Salzburg Hbf og Freilassing koordineres togdriften således, at der indføres 15 minutters interval når byggearbejderne på linjerne er færdige.
Ved endestationerne på linjerne  S2  og  S3  videreføres visse tog som regionaltog.

## Materiel
På linjerne  S2  og  S3 , der drives af ÖBB, anvendes 11 3-vogns elektrisk drevne vogne af typen "TALENT" serie 4023, og 10 4-vogns tog af række 4024.
På linjerne  S1  og  S11 , der drives af SLB, anvendes 18 2-vogns jævnstrømsvogne fra SGB.

## Fremtidig udviking
Der arbejdes på at få vestafgreningen færdig, og de to stationer i Salzburg by "Salzburg Mülln" og "Salzburg Aiglhof" tages i drift i december 2009. På dette tidspunkt vil strækningen fra Salzburg Hbf til Taxham være udbygget til tre-sporet. Fra 2013 vil hele strækningen til Freising være udbygget til tre spor.
Fra 2009 vil Salzburg Hauptbahnhof blive ombygget, således at der etableres flere gennemgangsspor for fjerntrafikken og S-banen får egne perroner, hvorved banegårdens funktionalitet bliver væsentligt forbedret. Endvidere vil den blive mere overskuelig for passagererne og servicetilbudene vil ligeledes forbedres.
På østforgreningen vil man med stationen "Seekirchen Süd" skabe en bedre forbindelse til Salzburg centrum fra Seekirchen, og samtidig bliver stationerne "Hallwang Elixhausen" og "Neumarkt Köstendorf" moderniseret og udbygges til nærtrafik-knudepunkter.
47°48′29″N 13°01′44″Ø / 47.808°N 13.0288°Ø